# Dryopteris oshimensis
Dryopteris oshimensis là một loài thực vật có mạch trong họ Dryopteridaceae. Loài này được (H. Christ) C. Chr. miêu tả khoa học đầu tiên năm 1905.